# Wertschöpfungsprozess
Der Begriff Wertschöpfungsprozess wird in der betriebswirtschaftlichen Organisationsliteratur z. T. synonym zu Ablauforganisation oder Prozess verwendet, um die Ausrichtung auf die Wertschöpfung als zentrales Ziel unternehmerischer Tätigkeit zu betonen.
Ein Wertschöpfungsprozess ist die zielgerichtete Erstellung bzw. Veränderung einer Sach- oder Dienstleistung durch eine Folge logisch zusammenhängender Wertschöpfungsaktivitäten, die mit dem Ziel, eine unternehmens- oder netzwerkbezogene Wertschöpfung zu erreichen, innerhalb einer Zeitspanne und nach bestimmten Regeln durchzuführen sind.
Neben der Wertschöpfungsarchitektur und der Wertschöpfungsstruktur stellen die Wertschöpfungsprozesse das dritte Element der wertschöpfungsorientierten Organisationsgestaltung dar.